# チャールズ・ボイル (第3代ダンガーヴァン子爵)
第3代ダンガーヴァン子爵チャールズ・ボイル（英語: Charles Boyle, Viscount Dungarvan, 3rd Baron Clifford, FRS、1639年11月17日 – 1694年10月12日）はイギリスの貴族、政治家。有名なアングロ・アイリッシュの家系に生まれた。　

## 経歴
チャールズは1639年11月17日、初代バーリントン伯爵リチャード・ボイルとその妻エリザベスの子として生まれ、誕生の時から儀礼称号としてダンガーヴァン子爵 を称していた。1654年にオックスフォード大学クライスト・チャーチに入学、1660年4月から8月までグランドツアーに出てオランダとフランスを旅した。このほか、1669年にミドル・テンプルに、1675年にグレイ法曹院に入学した。
1663年2月20日、繰上勅書により正式にダンガーヴァン子爵を承継しアイルランド貴族院議員となった。1664年1月6日、王立協会フェローに選出された。しかし、会費を支払わらなかったとして1685年7月22日に王立協会から追放された。
1670年から79年までタムワース選挙区からイングランド庶民院議員に選出され、1679年以降はヨークシャー選挙区選出となった。1689年7月16日には繰上勅書により父からレインズバラのクリフォード男爵位を承継し、イングランド貴族院議員となった。
1691年の母の死により、クリフォード男爵位を承継した。1694年10月12日、チャールズは父親に先立って死去、爵位は長男のチャールズに承継された:174。

## 家族
チャールズは1661年5月7日、ジェーン・シーモア（1637年 - 1679年11月23日）と結婚した。彼女は、第2代サマセット公爵ウィリアム・シーモアとその妻フランシスの四女だった。2人は2男3女をもうけた。
- チャールズ（1660年 - 1704年） - 第4代ダンガーヴァン子爵、第3代コーク伯爵、第2代バーリントン伯爵
- エリザベス（1662年 - 1703年） - またいとこの第4代バリーモア伯爵ジェームズ・バリーと結婚した。
- メアリー（1664年ごろ - 1709年） - 第2代クイーンズベリー公爵ジェイムズ・ダグラスと結婚した。
- ヘンリー（1669年 - 1725年） - 政治家、初代カールトン男爵
- アラベラ（1671年ごろ - 1750年） - 初代シェルバーン伯爵ヘンリー・ペティと結婚した。

1679年にジェーンが亡くなり、チャールズは1688年に初代バークレー伯爵ジョージ・バークレーの娘アレトゥーサ（1664年 - 1743年2月11日）と結婚し、1女をもうけた。
- アレトゥーサ（1688年生） - ジェームズ・ヴァーノン（英語版）と結婚した。

## 系譜図
|  |  |  |  |  |  |  |  |  |  |  |  |                                                                                              |                                                                                              |                                                                                              |                                                                                              |                                                                                              |                                                                                              |  |  | リチャード・ボイル 初代コーク伯爵 初代ダンガーヴァン子爵 (1566-1643) |                                                 |                                                 |                                                 |                                                 |                                                 |  |  |                                                    |                                                    |                                                    |                                                    |                                                    |                                                    |                                                                                            |                                                                                            |                                                                                            |                                                                                            |                                                                                            |                                                                                            |                                                                                        |                                                                                        |                                                                                            |                                                                                            |                                                                                            |                                                                                            |                                                                                            |                                                                                            |                                      |                                      |                                      |                                      |  |  |  |  |  |  |  |  |  |  |  |  |  |  |  |  |
|  |  |  |  |  |  |  |  |  |  |  |  |                                                                                              |                                                                                              |                                                                                              |                                                                                              |                                                                                              |                                                                                              |  |  |                                                                      |                                                 |                                                 |                                                 |                                                 |                                                 |  |  |                                                    |                                                    |                                                    |                                                    |                                                    |                                                    |                                                                                            |                                                                                            |                                                                                            |                                                                                            |                                                                                            |                                                                                            |                                                                                        |                                                                                        |                                                                                            |                                                                                            |                                                                                            |                                                                                            |                                                                                            |                                                                                            |                                      |                                      |                                      |                                      |  |  |  |  |  |  |  |  |  |  |  |  |  |  |  |  |
|  |  |  |  |  |  |  |  |  |  |  |  |                                                                                              |                                                                                              |                                                                                              |                                                                                              |                                                                                              |                                                                                              |  |  |                                                                      |                                                 |                                                 |                                                 |                                                 |                                                 |  |  |                                                    |                                                    |                                                    |                                                    |                                                    |                                                    |                                                                                            |                                                                                            |                                                                                            |                                                                                            |                                                                                            |                                                                                            |                                                                                        |                                                                                        |                                                                                            |                                                                                            |                                                                                            |                                                                                            |                                                                                            |                                                                                            |                                      |                                      |                                      |                                      |  |  |  |  |  |  |  |  |  |  |  |  |  |  |  |  |
|  |  |  |  |  |  |  |  |  |  |  |  | リチャード・ボイル 初代バーリントン伯爵 第2代コーク伯爵 第2代ダンガーヴァン子爵 (1612-1698)  | リチャード・ボイル 初代バーリントン伯爵 第2代コーク伯爵 第2代ダンガーヴァン子爵 (1612-1698)  | リチャード・ボイル 初代バーリントン伯爵 第2代コーク伯爵 第2代ダンガーヴァン子爵 (1612-1698)  | リチャード・ボイル 初代バーリントン伯爵 第2代コーク伯爵 第2代ダンガーヴァン子爵 (1612-1698)  | リチャード・ボイル 初代バーリントン伯爵 第2代コーク伯爵 第2代ダンガーヴァン子爵 (1612-1698)  | リチャード・ボイル 初代バーリントン伯爵 第2代コーク伯爵 第2代ダンガーヴァン子爵 (1612-1698)  |  |  |                                                                      |                                                 |                                                 |                                                 |                                                 |                                                 |  |  | ロジャー・ボイル 初代オーラリー伯爵 (1621-1679)    | ロジャー・ボイル 初代オーラリー伯爵 (1621-1679)    | ロジャー・ボイル 初代オーラリー伯爵 (1621-1679)    | ロジャー・ボイル 初代オーラリー伯爵 (1621-1679)    | ロジャー・ボイル 初代オーラリー伯爵 (1621-1679)    | ロジャー・ボイル 初代オーラリー伯爵 (1621-1679)    |                                                                                            |                                                                                            |                                                                                            |                                                                                            |                                                                                            |                                                                                            |                                                                                        |                                                                                        |                                                                                            |                                                                                            |                                                                                            |                                                                                            |                                                                                            |                                                                                            |                                      |                                      |                                      |                                      |  |  |  |  |  |  |  |  |  |  |  |  |  |  |  |  |
|  |  |  |  |  |  |  |  |  |  |  |  | リチャード・ボイル 初代バーリントン伯爵 第2代コーク伯爵 第2代ダンガーヴァン子爵 (1612-1698)  | リチャード・ボイル 初代バーリントン伯爵 第2代コーク伯爵 第2代ダンガーヴァン子爵 (1612-1698)  | リチャード・ボイル 初代バーリントン伯爵 第2代コーク伯爵 第2代ダンガーヴァン子爵 (1612-1698)  | リチャード・ボイル 初代バーリントン伯爵 第2代コーク伯爵 第2代ダンガーヴァン子爵 (1612-1698)  | リチャード・ボイル 初代バーリントン伯爵 第2代コーク伯爵 第2代ダンガーヴァン子爵 (1612-1698)  | リチャード・ボイル 初代バーリントン伯爵 第2代コーク伯爵 第2代ダンガーヴァン子爵 (1612-1698)  |  |  |                                                                      |                                                 |                                                 |                                                 |                                                 |                                                 |  |  | ロジャー・ボイル 初代オーラリー伯爵 (1621-1679)    | ロジャー・ボイル 初代オーラリー伯爵 (1621-1679)    | ロジャー・ボイル 初代オーラリー伯爵 (1621-1679)    | ロジャー・ボイル 初代オーラリー伯爵 (1621-1679)    | ロジャー・ボイル 初代オーラリー伯爵 (1621-1679)    | ロジャー・ボイル 初代オーラリー伯爵 (1621-1679)    |                                                                                            |                                                                                            |                                                                                            |                                                                                            |                                                                                            |                                                                                            |                                                                                        |                                                                                        |                                                                                            |                                                                                            |                                                                                            |                                                                                            |                                                                                            |                                                                                            |                                      |                                      |                                      |                                      |  |  |  |  |  |  |  |  |  |  |  |  |  |  |  |  |
|  |  |  |  |  |  |  |  |  |  |  |  |                                                                                              |                                                                                              |                                                                                              |                                                                                              |                                                                                              |                                                                                              |  |  |                                                                      |                                                 |                                                 |                                                 |                                                 |                                                 |  |  |                                                    |                                                    |                                                    |                                                    |                                                    |                                                    |                                                                                            |                                                                                            |                                                                                            |                                                                                            |                                                                                            |                                                                                            |                                                                                        |                                                                                        |                                                                                            |                                                                                            |                                                                                            |                                                                                            |                                                                                            |                                                                                            |                                      |                                      |                                      |                                      |  |  |  |  |  |  |  |  |  |  |  |  |  |  |  |  |
|  |  |  |  |  |  |  |  |  |  |  |  | チャールズ・ボイル 第3代ダンガーヴァン子爵 (1639-1694)                                       | チャールズ・ボイル 第3代ダンガーヴァン子爵 (1639-1694)                                       | チャールズ・ボイル 第3代ダンガーヴァン子爵 (1639-1694)                                       | チャールズ・ボイル 第3代ダンガーヴァン子爵 (1639-1694)                                       | チャールズ・ボイル 第3代ダンガーヴァン子爵 (1639-1694)                                       | チャールズ・ボイル 第3代ダンガーヴァン子爵 (1639-1694)                                       |  |  | リチャード・ボイル (1640年代-1665)                                   | リチャード・ボイル (1640年代-1665)              | リチャード・ボイル (1640年代-1665)              | リチャード・ボイル (1640年代-1665)              | リチャード・ボイル (1640年代-1665)              | リチャード・ボイル (1640年代-1665)              |  |  | ロジャー・ボイル 第2代オーラリー伯爵 (1649-1682)   | ロジャー・ボイル 第2代オーラリー伯爵 (1649-1682)   | ロジャー・ボイル 第2代オーラリー伯爵 (1649-1682)   | ロジャー・ボイル 第2代オーラリー伯爵 (1649-1682)   | ロジャー・ボイル 第2代オーラリー伯爵 (1649-1682)   | ロジャー・ボイル 第2代オーラリー伯爵 (1649-1682)   |                                                                                            |                                                                                            |                                                                                            |                                                                                            |                                                                                            |                                                                                            |                                                                                        |                                                                                        |                                                                                            |                                                                                            |                                                                                            |                                                                                            |                                                                                            |                                                                                            |                                      |                                      |                                      |                                      |  |  |  |  |  |  |  |  |  |  |  |  |  |  |  |  |
|  |  |  |  |  |  |  |  |  |  |  |  | チャールズ・ボイル 第3代ダンガーヴァン子爵 (1639-1694)                                       | チャールズ・ボイル 第3代ダンガーヴァン子爵 (1639-1694)                                       | チャールズ・ボイル 第3代ダンガーヴァン子爵 (1639-1694)                                       | チャールズ・ボイル 第3代ダンガーヴァン子爵 (1639-1694)                                       | チャールズ・ボイル 第3代ダンガーヴァン子爵 (1639-1694)                                       | チャールズ・ボイル 第3代ダンガーヴァン子爵 (1639-1694)                                       |  |  | リチャード・ボイル (1640年代-1665)                                   | リチャード・ボイル (1640年代-1665)              | リチャード・ボイル (1640年代-1665)              | リチャード・ボイル (1640年代-1665)              | リチャード・ボイル (1640年代-1665)              | リチャード・ボイル (1640年代-1665)              |  |  | ロジャー・ボイル 第2代オーラリー伯爵 (1649-1682)   | ロジャー・ボイル 第2代オーラリー伯爵 (1649-1682)   | ロジャー・ボイル 第2代オーラリー伯爵 (1649-1682)   | ロジャー・ボイル 第2代オーラリー伯爵 (1649-1682)   | ロジャー・ボイル 第2代オーラリー伯爵 (1649-1682)   | ロジャー・ボイル 第2代オーラリー伯爵 (1649-1682)   |                                                                                            |                                                                                            |                                                                                            |                                                                                            |                                                                                            |                                                                                            |                                                                                        |                                                                                        |                                                                                            |                                                                                            |                                                                                            |                                                                                            |                                                                                            |                                                                                            |                                      |                                      |                                      |                                      |  |  |  |  |  |  |  |  |  |  |  |  |  |  |  |  |
|  |  |  |  |  |  |  |  |  |  |  |  |                                                                                              |                                                                                              |                                                                                              |                                                                                              |                                                                                              |                                                                                              |  |  |                                                                      |                                                 |                                                 |                                                 |                                                 |                                                 |  |  |                                                    |                                                    |                                                    |                                                    |                                                    |                                                    |                                                                                            |                                                                                            |                                                                                            |                                                                                            |                                                                                            |                                                                                            |                                                                                        |                                                                                        |                                                                                            |                                                                                            |                                                                                            |                                                                                            |                                                                                            |                                                                                            |                                      |                                      |                                      |                                      |  |  |  |  |  |  |  |  |  |  |  |  |  |  |  |  |
|  |  |  |  |  |  |  |  |  |  |  |  | チャールズ・ボイル 第2代バーリントン伯爵 第3代コーク伯爵 第4代ダンガーヴァン子爵 (1660-1704) | チャールズ・ボイル 第2代バーリントン伯爵 第3代コーク伯爵 第4代ダンガーヴァン子爵 (1660-1704) | チャールズ・ボイル 第2代バーリントン伯爵 第3代コーク伯爵 第4代ダンガーヴァン子爵 (1660-1704) | チャールズ・ボイル 第2代バーリントン伯爵 第3代コーク伯爵 第4代ダンガーヴァン子爵 (1660-1704) | チャールズ・ボイル 第2代バーリントン伯爵 第3代コーク伯爵 第4代ダンガーヴァン子爵 (1660-1704) | チャールズ・ボイル 第2代バーリントン伯爵 第3代コーク伯爵 第4代ダンガーヴァン子爵 (1660-1704) |  |  | ヘンリー・ボイル 初代カールトン男爵 (1669-1725)                      | ヘンリー・ボイル 初代カールトン男爵 (1669-1725) | ヘンリー・ボイル 初代カールトン男爵 (1669-1725) | ヘンリー・ボイル 初代カールトン男爵 (1669-1725) | ヘンリー・ボイル 初代カールトン男爵 (1669-1725) | ヘンリー・ボイル 初代カールトン男爵 (1669-1725) |  |  | ライオネル・ボイル 第3代オーラリー伯爵 (1671-1703) | ライオネル・ボイル 第3代オーラリー伯爵 (1671-1703) | ライオネル・ボイル 第3代オーラリー伯爵 (1671-1703) | ライオネル・ボイル 第3代オーラリー伯爵 (1671-1703) | ライオネル・ボイル 第3代オーラリー伯爵 (1671-1703) | ライオネル・ボイル 第3代オーラリー伯爵 (1671-1703) |                                                                                            |                                                                                            |                                                                                            |                                                                                            | チャールズ・ボイル 第4代オーラリー伯爵 (1674-1731)                                         | チャールズ・ボイル 第4代オーラリー伯爵 (1674-1731)                                         | チャールズ・ボイル 第4代オーラリー伯爵 (1674-1731)                                     | チャールズ・ボイル 第4代オーラリー伯爵 (1674-1731)                                     | チャールズ・ボイル 第4代オーラリー伯爵 (1674-1731)                                         | チャールズ・ボイル 第4代オーラリー伯爵 (1674-1731)                                         |                                                                                            |                                                                                            |                                                                                            |                                                                                            |                                      |                                      |                                      |                                      |  |  |  |  |  |  |  |  |  |  |  |  |  |  |  |  |
|  |  |  |  |  |  |  |  |  |  |  |  | チャールズ・ボイル 第2代バーリントン伯爵 第3代コーク伯爵 第4代ダンガーヴァン子爵 (1660-1704) | チャールズ・ボイル 第2代バーリントン伯爵 第3代コーク伯爵 第4代ダンガーヴァン子爵 (1660-1704) | チャールズ・ボイル 第2代バーリントン伯爵 第3代コーク伯爵 第4代ダンガーヴァン子爵 (1660-1704) | チャールズ・ボイル 第2代バーリントン伯爵 第3代コーク伯爵 第4代ダンガーヴァン子爵 (1660-1704) | チャールズ・ボイル 第2代バーリントン伯爵 第3代コーク伯爵 第4代ダンガーヴァン子爵 (1660-1704) | チャールズ・ボイル 第2代バーリントン伯爵 第3代コーク伯爵 第4代ダンガーヴァン子爵 (1660-1704) |  |  | ヘンリー・ボイル 初代カールトン男爵 (1669-1725)                      | ヘンリー・ボイル 初代カールトン男爵 (1669-1725) | ヘンリー・ボイル 初代カールトン男爵 (1669-1725) | ヘンリー・ボイル 初代カールトン男爵 (1669-1725) | ヘンリー・ボイル 初代カールトン男爵 (1669-1725) | ヘンリー・ボイル 初代カールトン男爵 (1669-1725) |  |  | ライオネル・ボイル 第3代オーラリー伯爵 (1671-1703) | ライオネル・ボイル 第3代オーラリー伯爵 (1671-1703) | ライオネル・ボイル 第3代オーラリー伯爵 (1671-1703) | ライオネル・ボイル 第3代オーラリー伯爵 (1671-1703) | ライオネル・ボイル 第3代オーラリー伯爵 (1671-1703) | ライオネル・ボイル 第3代オーラリー伯爵 (1671-1703) |                                                                                            |                                                                                            |                                                                                            |                                                                                            | チャールズ・ボイル 第4代オーラリー伯爵 (1674-1731)                                         | チャールズ・ボイル 第4代オーラリー伯爵 (1674-1731)                                         | チャールズ・ボイル 第4代オーラリー伯爵 (1674-1731)                                     | チャールズ・ボイル 第4代オーラリー伯爵 (1674-1731)                                     | チャールズ・ボイル 第4代オーラリー伯爵 (1674-1731)                                         | チャールズ・ボイル 第4代オーラリー伯爵 (1674-1731)                                         |                                                                                            |                                                                                            |                                                                                            |                                                                                            |                                      |                                      |                                      |                                      |  |  |  |  |  |  |  |  |  |  |  |  |  |  |  |  |
|  |  |  |  |  |  |  |  |  |  |  |  | リチャード・ボイル 第3代バーリントン伯爵 第4代コーク伯爵 第5代ダンガーヴァン子爵 (1694-1753) | リチャード・ボイル 第3代バーリントン伯爵 第4代コーク伯爵 第5代ダンガーヴァン子爵 (1694-1753) | リチャード・ボイル 第3代バーリントン伯爵 第4代コーク伯爵 第5代ダンガーヴァン子爵 (1694-1753) | リチャード・ボイル 第3代バーリントン伯爵 第4代コーク伯爵 第5代ダンガーヴァン子爵 (1694-1753) | リチャード・ボイル 第3代バーリントン伯爵 第4代コーク伯爵 第5代ダンガーヴァン子爵 (1694-1753) | リチャード・ボイル 第3代バーリントン伯爵 第4代コーク伯爵 第5代ダンガーヴァン子爵 (1694-1753) |  |  |                                                                      |                                                 |                                                 |                                                 |                                                 |                                                 |  |  |                                                    |                                                    | ヘンリエッタ・ハミルトン (-1732)                   | ヘンリエッタ・ハミルトン (-1732)                   | ヘンリエッタ・ハミルトン (-1732)                   | ヘンリエッタ・ハミルトン (-1732)                   | ヘンリエッタ・ハミルトン (-1732)                                                           | ヘンリエッタ・ハミルトン (-1732)                                                           |                                                                                            |                                                                                            | ジョン・ボイル 第5代コーク伯爵 第5代オーラリー伯爵 第6代ダンガーヴァン子爵 (1707-1762)     | ジョン・ボイル 第5代コーク伯爵 第5代オーラリー伯爵 第6代ダンガーヴァン子爵 (1707-1762)     | ジョン・ボイル 第5代コーク伯爵 第5代オーラリー伯爵 第6代ダンガーヴァン子爵 (1707-1762) | ジョン・ボイル 第5代コーク伯爵 第5代オーラリー伯爵 第6代ダンガーヴァン子爵 (1707-1762) | ジョン・ボイル 第5代コーク伯爵 第5代オーラリー伯爵 第6代ダンガーヴァン子爵 (1707-1762)     | ジョン・ボイル 第5代コーク伯爵 第5代オーラリー伯爵 第6代ダンガーヴァン子爵 (1707-1762)     |                                                                                            |                                                                                            | マーガレット・ハミルトン (1710-1758)                                                       | マーガレット・ハミルトン (1710-1758)                                                       | マーガレット・ハミルトン (1710-1758) | マーガレット・ハミルトン (1710-1758) | マーガレット・ハミルトン (1710-1758) | マーガレット・ハミルトン (1710-1758) |  |  |  |  |  |  |  |  |  |  |  |  |  |  |  |  |
|  |  |  |  |  |  |  |  |  |  |  |  | リチャード・ボイル 第3代バーリントン伯爵 第4代コーク伯爵 第5代ダンガーヴァン子爵 (1694-1753) | リチャード・ボイル 第3代バーリントン伯爵 第4代コーク伯爵 第5代ダンガーヴァン子爵 (1694-1753) | リチャード・ボイル 第3代バーリントン伯爵 第4代コーク伯爵 第5代ダンガーヴァン子爵 (1694-1753) | リチャード・ボイル 第3代バーリントン伯爵 第4代コーク伯爵 第5代ダンガーヴァン子爵 (1694-1753) | リチャード・ボイル 第3代バーリントン伯爵 第4代コーク伯爵 第5代ダンガーヴァン子爵 (1694-1753) | リチャード・ボイル 第3代バーリントン伯爵 第4代コーク伯爵 第5代ダンガーヴァン子爵 (1694-1753) |  |  |                                                                      |                                                 |                                                 |                                                 |                                                 |                                                 |  |  |                                                    |                                                    | ヘンリエッタ・ハミルトン (-1732)                   | ヘンリエッタ・ハミルトン (-1732)                   | ヘンリエッタ・ハミルトン (-1732)                   | ヘンリエッタ・ハミルトン (-1732)                   | ヘンリエッタ・ハミルトン (-1732)                                                           | ヘンリエッタ・ハミルトン (-1732)                                                           |                                                                                            |                                                                                            | ジョン・ボイル 第5代コーク伯爵 第5代オーラリー伯爵 第6代ダンガーヴァン子爵 (1707-1762)     | ジョン・ボイル 第5代コーク伯爵 第5代オーラリー伯爵 第6代ダンガーヴァン子爵 (1707-1762)     | ジョン・ボイル 第5代コーク伯爵 第5代オーラリー伯爵 第6代ダンガーヴァン子爵 (1707-1762) | ジョン・ボイル 第5代コーク伯爵 第5代オーラリー伯爵 第6代ダンガーヴァン子爵 (1707-1762) | ジョン・ボイル 第5代コーク伯爵 第5代オーラリー伯爵 第6代ダンガーヴァン子爵 (1707-1762)     | ジョン・ボイル 第5代コーク伯爵 第5代オーラリー伯爵 第6代ダンガーヴァン子爵 (1707-1762)     |                                                                                            |                                                                                            | マーガレット・ハミルトン (1710-1758)                                                       | マーガレット・ハミルトン (1710-1758)                                                       | マーガレット・ハミルトン (1710-1758) | マーガレット・ハミルトン (1710-1758) | マーガレット・ハミルトン (1710-1758) | マーガレット・ハミルトン (1710-1758) |  |  |  |  |  |  |  |  |  |  |  |  |  |  |  |  |
|  |  |  |  |  |  |  |  |  |  |  |  |                                                                                              |                                                                                              |                                                                                              |                                                                                              |                                                                                              |                                                                                              |  |  |                                                                      |                                                 |                                                 |                                                 |                                                 |                                                 |  |  |                                                    |                                                    |                                                    |                                                    |                                                    |                                                    |                                                                                            |                                                                                            |                                                                                            |                                                                                            |                                                                                            |                                                                                            |                                                                                        |                                                                                        |                                                                                            |                                                                                            |                                                                                            |                                                                                            |                                                                                            |                                                                                            |                                      |                                      |                                      |                                      |  |  |  |  |  |  |  |  |  |  |  |  |  |  |  |  |
|  |  |  |  |  |  |  |  |  |  |  |  |                                                                                              |                                                                                              |                                                                                              |                                                                                              |                                                                                              |                                                                                              |  |  |                                                                      |                                                 |                                                 |                                                 |                                                 |                                                 |  |  |                                                    |                                                    |                                                    |                                                    |                                                    |                                                    | ハミルトン・ボイル 第6代コーク伯爵 第6代オーラリー伯爵 第7代ダンガーヴァン子爵 (1729-1764) | ハミルトン・ボイル 第6代コーク伯爵 第6代オーラリー伯爵 第7代ダンガーヴァン子爵 (1729-1764) | ハミルトン・ボイル 第6代コーク伯爵 第6代オーラリー伯爵 第7代ダンガーヴァン子爵 (1729-1764) | ハミルトン・ボイル 第6代コーク伯爵 第6代オーラリー伯爵 第7代ダンガーヴァン子爵 (1729-1764) | ハミルトン・ボイル 第6代コーク伯爵 第6代オーラリー伯爵 第7代ダンガーヴァン子爵 (1729-1764) | ハミルトン・ボイル 第6代コーク伯爵 第6代オーラリー伯爵 第7代ダンガーヴァン子爵 (1729-1764) |                                                                                        |                                                                                        | エドマンド・ボイル 第7代コーク伯爵 第7代オーラリー伯爵 第8代ダンガーヴァン子爵 (1742-1798) | エドマンド・ボイル 第7代コーク伯爵 第7代オーラリー伯爵 第8代ダンガーヴァン子爵 (1742-1798) | エドマンド・ボイル 第7代コーク伯爵 第7代オーラリー伯爵 第8代ダンガーヴァン子爵 (1742-1798) | エドマンド・ボイル 第7代コーク伯爵 第7代オーラリー伯爵 第8代ダンガーヴァン子爵 (1742-1798) | エドマンド・ボイル 第7代コーク伯爵 第7代オーラリー伯爵 第8代ダンガーヴァン子爵 (1742-1798) | エドマンド・ボイル 第7代コーク伯爵 第7代オーラリー伯爵 第8代ダンガーヴァン子爵 (1742-1798) |                                      |                                      |                                      |                                      |  |  |  |  |  |  |  |  |  |  |  |  |  |  |  |  |